# The Hill
The Hill — американська газета та цифрова медіакомпанія, що базується у Вашингтоні (округ Колумбія), заснована 1994 року. У 2020 році це був найбільший незалежний сайт політичних новин у США.
Зосереджуючись на політиках, політиці, бізнесі та міжнародних відносинах, «The Hill» висвітлює Конгрес США, президентство та виконавчу владу, а також виборчі кампанії. «The Hill» описує свою продукцію як «неупережені репортажі про внутрішню роботу уряду та зв’язок між політикою та бізнесом».
Основним продуктом компанії є TheHill.com. Крім того, «The Hill» безкоштовно розповсюджується у друкованому вигляді по всьому Вашингтону (округ Колумбія) і розповсюджується в усіх офісах Конгресу. «The Hill» належить «Nexstar Media Group».